# Lucilla (slak)
Lucilla is een geslacht van weekdieren uit de klasse van de Gastropoda (slakken).

## Soorten
- Lucilla scintilla (Lowe, 1852)
- Lucilla singleyana (Pilsbry, 1889)